# Romuald Bukowski

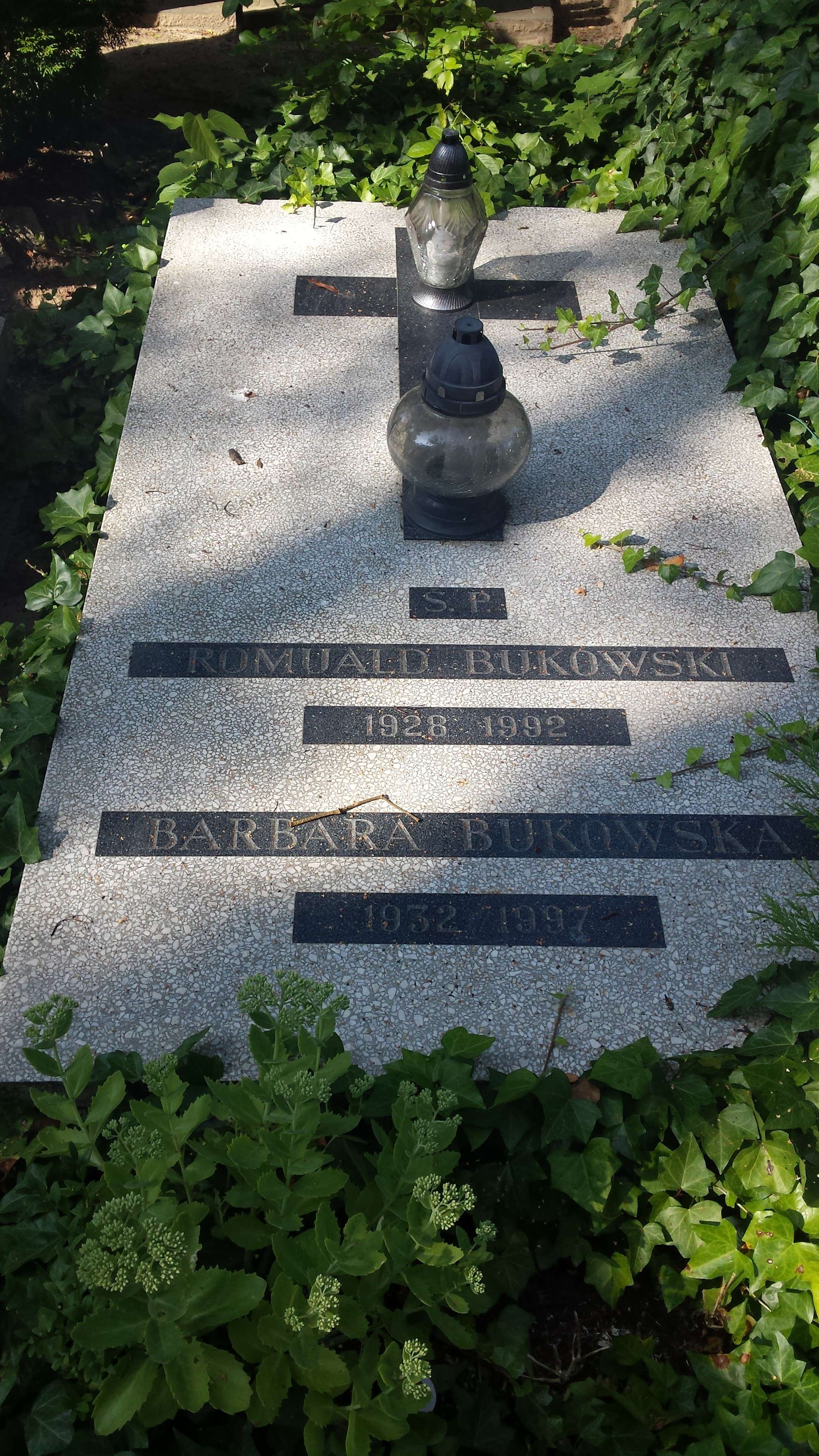
Grób Romualda Bukowskiego na cmentarzu Oliwskim

Romuald Bukowski (ur. 19 kwietnia 1928 w Wilnie, zm. 18 października 1992 w Gdańsku) – polski plastyk, szef Biura Wystaw Artystycznych w Sopocie, poseł na Sejm PRL VIII kadencji.

## Życiorys
Od 1944 do 1945 był rysownikiem plakacistą w Zarządzie Republikańskim oddziału Związku Patriotów Polskich w Wilnie. W liceum w Olsztynie w 1948 zdał maturę, po czym studiował (do 1950) w Akademii Sztuk Pięknych w Warszawie. W 1951 rozpoczął studia w Państwowej Wyższej Szkole Sztuk Plastycznych w Gdańsku, ukończone w 1955. W szkołach średnich uczył estetyki i rysunku (m.in. w Technikum Hotelarskim w Sopocie w latach 1959–1965). W 1956 był współzałożycielem i redaktorem dwutygodnika „Kontrasty”. Był też grafikiem i rysownikiem „Dziennika Bałtyckiego”. Jako malarz był zaliczany do realistów, tworzył pejzaże i weduty. W latach 1970–1972 i 1990–1992 był prezesem zarządu gdańskiego okręgu Związku Polskich Artystów Plastyków. Od 1974 do 1981 pełnił funkcję dyrektora sopockiego Biura Wystaw Artystycznych. W 1975 był autorem oprawy plastycznej wystawy w Muzeum Stutthof w Sztutowie Pomorze w latach okupacji w świetle hitlerowskich plakatów i obwieszczeń. W latach 1980–1985 pełnił mandat bezpartyjnego posła na Sejm PRL. 25 stycznia 1982 jako jedyny poseł głosował przeciw ustawie o „szczególnej regulacji prawnej w okresie stanu wojennego”, która zatwierdzała dekret o stanie wojennym. Po 1981 organizował pomoc dla pozbawionych pracy plastyków i internowanych członków NSZZ „Solidarność”. Od 1982 do 1989 związany był z prasą podziemną ukazującą się w regionie. Mieszkał we Wrzeszczu, pochowany został w Oliwie (kwatera 14-A-2).

## Niektóre prace
- Rysunek i estetyka (1965)
- Amatorskie uprawianie plastyki (1974)
- Rysunek dekoracyjny (1971, 1977)